# Batorz (gmina)
Batorz – gmina wiejska w województwie lubelskim, w powiecie janowskim. W latach 1975–1998 gmina położona była w województwie tarnobrzeskim.
Siedzibą władz gminy jest wieś Batorz Pierwszy. Do 2024 roku siedzibą była wieś Batorz.
Według danych z 31 grudnia 2020 gminę zamieszkiwało 3227 osób.

## Historia
W 1810 powstała zbiorowa gmina kraśnicko-batorska, ale szybko uległa likwidacji. 
Gmina Batorz została utworzona w 1926 i objęła: wsie Piłatka, Wólka Batorska, Zdziłowice, Batorz Ordynacki i Aleksandrówka, folwark Batorz, kolonię Batorz Poduchowny oraz obręby leśne: Sowia Góra, Klatka i Winiowiec z gminy Chrzanów oraz wieś Błażek z gminy Brzozówka. 
W latach 1954-1972 w jej miejsce funkcjonowała gromada Batorz. 
W 1989 gmina Batorz została wyróżniona wpisem do „Księgi zasłużonych dla województwa tarnobrzeskiego”.

## Struktura powierzchni
Według danych z roku 2002 gmina Batorz ma obszar 70,81 km², w tym:
- użytki rolne: 76%
- użytki leśne: 18%

Gmina stanowi 8,09% powierzchni powiatu.

## Demografia
Liczba ludności (dane z 31 grudnia 2020):
|        | Ogółem | Ogółem | Kobiety | Kobiety | Mężczyźni | Mężczyźni |
| osób   | %      | osób   | %       | osób    | %         |           |
| ------ | ------ | ------ | ------- | ------- | --------- | --------- |
| Ogółem | 3227   | 100    | 1602    | 49,64   | 1625      | 50,36     |
| Miasto | 0      | 0      | 0       | 0       | 0         | 0         |
| Wieś   | 3227   | 100    | 1602    | 49,64   | 1625      | 50,36     |

▶Wieś vs ▶miasto
Ogółem (▶k, ▶m)
Wieś (▶k, ▶m)
- Piramida wieku mieszkańców gminy Batorz w 2014 roku[7].

## Oświata
W Gminie Batorz, działają następujące placówki oświatowe:
- Zespół Szkół w Batorzu
- Zespół Szkół w Błażku
- Szkoła Podstawowa w Aleksandrówce

## Sołectwa
Aleksandrówka, Batorz, Batorz Pierwszy, Batorz Drugi, Batorz-Kolonia, Błażek, Nowe Moczydła, Samary, Stawce, Stawce-Kolonia, Węglinek, Wola Studzieńska, Wola Studzieńska-Kolonia, Wólka Batorska.
Miejscowość bez statusu sołectwa: Wólka Batorska-Kolonia

## Sąsiednie gminy
Godziszów, Modliborzyce, Szastarka, Zakrzew, Zakrzówek,